# Muhme
Muhme ist eine ältere deutsche Verwandtschaftsbezeichnung und bedeutet zumeist Tante oder Base, kann aber auch allgemein soziale Nähe bezeichnen, so etwa, wie heute Kinder angewiesen werden, das Wort „Tante“ zu gebrauchen. Die männliche Entsprechung von Muhme ist Oheim. Die Bezeichnung gilt heute als veraltet und wird höchstens noch scherzhaft als vertrauliche Anrede oder literarisch verwendet.
Früher gab es im deutschsprachigen Raum ein Verwandtschaftssystem, bei dem die Verwandten der weiblichen/mütterlichen Linie anders bezeichnet wurden als die der männlichen Linie. Eine Schwester der Mutter wurde als „Muhme“ bezeichnet, die Schwester des Vaters hingegen war die „Tante“ (analog zu „Oheim“ gegenüber „Onkel“). Ebenso wurde eine angeheiratete Mutterschwester, also die Ehefrau eines Mutterbruders bezeichnet. In einigen Regionen bezeichnete die Muhme auch einfach eine ältere Frau. Der Begriff findet sich auch bei der Wortherkunft von Möhnen.
Ferner kann eine Muhme auch eine Kinderwärterin oder Amme bezeichnen. Dann spricht man von einer Kindermuhme. Eine Frau, die Aufsicht über das Vieh hat, wird regional auch als Viehmuhme (anstelle von Viehmutter) bezeichnet.

## Etymologie
Das mittelhochdeutsche Wort muoma (belegt in den Monseeischen Glossen) bezeichnete zunächst nur die Schwester der Mutter, bis es sich als allgemeine Bezeichnung auf alle weiblichen Verwandten ausdehnte.
Im 14. Jahrhundert findet es sich im Oberdeutschen in der Gestalt Mümmey, im Schwäbischen als Muemel.
Andere Dialektvarianten sind: österreichisch Maim, Mamb, Moam, niedersächsisch Moje, Moie, Möne, niederländisch Moei, Maeye, ripuarisch Möhn(e). Aus dem Hochniederländischen ist das Wort zugunsten von tante verschwunden, in (vorwiegend nördlichen) Dialekten (moeie) sowie im Friesischen (muoike) kommt es jedoch noch häufig vor.
Im Österreichischen wird mit dem Wort Mühmling jeglicher Verwandte (ursprünglich nur mütterlicherseits) bezeichnet.
Wie Mama geht es auf ein Lallwort der Kindersprache zurück.

## In der Dichtung
- Der Vetter und die Muhme ist ein Gedicht von Gotthold Ephraim Lessing
- Mephistopheles in Goethes Faust I nennt im Prolog die Schlange, die Adam und Eva versuchte: „meine Muhme, die berühmte Schlange“, und sagt einem Studenten, dem er das Bibelzitat Eritis sicut Deus, scientes bonum et malum. ins Stammbuch geschrieben hat, nach: „Folg’ nur dem alten Spruch und meiner Muhme der Schlange, / Dir wird gewiß einmal bey deiner Gottähnlichkeit bange!“.
- Ein Kinderreim aus dem 19. Jahrhundert lautet:
Ich will dir was erzählen
von der Muhme Rälen,
von der Muhme Zitzewitz
mit der spitzen Zipfelmütz,
von der langen Leberwost,
wo der Zippel ’n Dreier kost.
- Muhme Kunkel ist ein Gedicht von Christian Morgenstern.
- Muhme Rumpumpel ist eine Hexe in Otfried Preußlers Kinderbuch Die kleine Hexe.
- Als deutsches Sprichwort führt im Jahr 1846 Simrock an:
Die Krume der Muhme, die Rinde dem Kinde
- In der Arie Wir armen, armen Mädchen aus Albert Lortzings Der Waffenschmied, „da stecken Muhm und Basen zusammen ihre Nasen …“.
- Im Gedicht September von Georg Britting heißt es „… und treibt mit der Muhme, der Schlange Scherz“.

## In der Volkskunde
- Die Roggenmuhme ist ein Feldgeist.
- Muhme Mählen ist eine Erscheinungsform der Frau Holle in ihrer Gestalt als alte Frau.